# Halowe Mistrzostwa Europy w Lekkoatletyce 1974 – pchnięcie kulą kobiet
Pchnięcie kulą kobiet – jedna z konkurencji technicznych rozgrywanych podczas halowych lekkoatletycznych mistrzostw Europy w hali Scandinavium w Göteborgu. Rozegrano od razu finał 9 marca 1974. Zwyciężyła reprezentantka Czechosłowacji Helena Fibingerová, która tym samym obroniła tytuł zdobyty na poprzednich mistrzostwach. Fibingerová ustanowiła nieoficjalny halowy rekord świata wynikiem 20,75 m.

## Rezultaty
Rozegrano od razu finał, w którym wzięło udział 10 miotaczek.

Opracowano na podstawie materiału źródłowego.
| Poz. | Zawodniczka          | Reprezentacja  | Próby | Próby | Próby | Próby | Próby | Próby | Wynik | Uwagi |
| Poz. | Zawodniczka          | Reprezentacja  | 1     | 2     | 3     | 4     | 5     | 6     | Wynik | Uwagi |
| ---- | -------------------- | -------------- | ----- | ----- | ----- | ----- | ----- | ----- | ----- | ----- |
| 01 ! | Helena Fibingerová   | Czechosłowacja | 20,75 | x     | x     | 19,70 | 20,36 | 19,74 | 20,75 | WR    |
| 02 ! | Nadieżda Cziżowa     | ZSRR           | 18,81 | 20,16 | 20,62 | 20,53 | 20,59 | 20,23 | 20,62 | NR    |
| 03 ! | Marianne Adam        | NRD            | 19,35 | 18,68 | 19,04 | 18,66 | 19,70 | 19,37 | 19,70 | NR    |
| 4.   | Iwanka Christowa     | Bułgaria       | 18,49 | 18,89 | 18,47 | 18,86 | 19,23 | x     | 19,23 |       |
| 5.   | Faina Mielnik        | ZSRR           | 18,52 | 18,61 | x     | 17,95 | x     | x     | 18,61 |       |
| 6.   | Elena Stojanowa      | Bułgaria       | 17,96 | 18,03 | 18,04 | 18,00 | x     | 17,54 | 18,04 |       |
| 7.   | Swietłana Kraczewska | ZSRR           | 17,18 | 17,75 | 17,57 | 17,93 | 18,02 | 18,02 | 18,02 |       |
| 8.   | Judit Bognár         | Węgry          | 17,10 | 17,33 | 17,82 | 17,43 | x     | x     | 17,82 |       |
| 9.   | Eva Wilms            | RFN            |       |       |       |       |       |       | 16,61 |       |
| 10.  | Cinzia Petrucci      | Włochy         |       |       |       |       |       |       | 15,43 |       |